# Leonore (opera)
De enige opera van Beethoven heette oorspronkelijk Leonore, maar de titel werd veranderd in Fidelio omdat een concurrent al met een 'Leonore' succes had,  namelijk Ferdinando Paër. Ook Pierre Gaveaux had al van deze titel gebruikgemaakt. Dat bepaalde gedeelten uit de opera van Paër sterke overeenkomst vertonen met passages uit Beethovens Fidelio schijnt destijds nauwelijks te zijn opgevallen. Nu pas valt op hoe duidelijk Beethoven erdoor werd geïnspireerd.